# 13006 Schwaar
13006 Schwaar (1983 AC1) là một tiểu hành tinh vành đai chính được phát hiện ngày 12 tháng 1 năm 1983 bởi B. A. Skiff ở trạm Anderson Mesa thuộc Đài thiên văn Lowell.